# Hemiblabera tenebricosa
Hemiblabera tenebricosa (Rehn y Hebard), es una especie de insecto blatodeo de la familia Blaberidae, subfamilia Blaberinae.

## Descripción
Se trata de una cucaracha predominantemente pardo-rojiza, con una longitud corporal que varía entre 32 y 46 mm, y con tegminas subcuadradas que cubren menos de la mitad del abdomen.

## Distribución geográfica
Se pueden encontrar en las Bahamas, Haití y el estado de Florida.